# Cartas a Sandra
Cartas a Sandra, a simbiose entre o privado e o filosófico
Cartas a Sandra é uma obra póstuma de Vergílio Ferreira, que morreu dias antes da sua publicação.
Consiste numa longa carta de amor composta por 10 missivas de Paulo para Sandra (a última está incompleta por a morte o ter arrebatado enquanto escrevia).

## Personagens
- Xana (Alexandra), filha de Paulo
- Paulo - signatário das cartas
- Sandra - mulher de Paulo

As personagens Paulo, Xana e Sandra são os protagonistas do romance Para Sempre publicado em 1983.